# 整頓
| ウィキペディアには「整頓」という見出しの百科事典記事はありません（タイトルに「整頓」を含むページの一覧/「整頓」で始まるページの一覧）。 代わりにウィクショナリーのページ「整頓」が役に立つかもしれません。 |